# Авимим
Авимим (лат. Avimimus, буквально — похожий на птицу) — род некрупных динозавров из инфраотряда овирапторозавров, живших во времена позднемеловой эпохи (83,6—66,0 млн лет назад) на территории современных Монголии и Канады. Включает два вида — Avimimus portentosus и Avimimus nemegtensis.

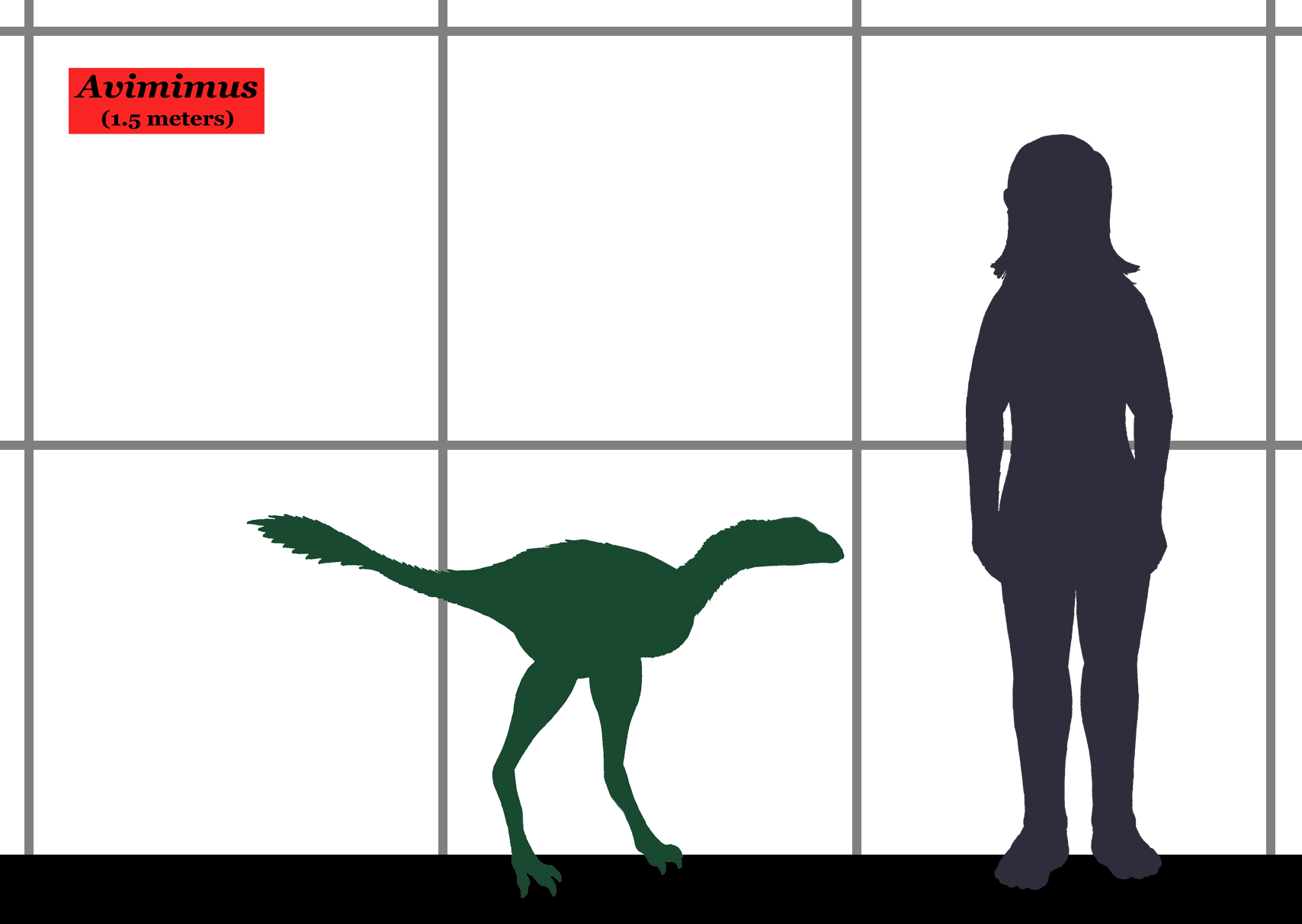
Авимим в сравнении с человеком

## Описание
Этот динозавр был достаточно скромных размеров: в длину достигал около 1,5 метра, в высоту 70 см, а весил приблизительно 15 килограммов. Судя по маленьким шишкам на концах его лап, он мог иметь перья наподобие птицы, однако летать или даже планировать не мог. Зато, возможно, был превосходным бегуном, развивающим скорость до 70 км в час. В клюве авимима отсутствовали зубы, что даёт основание предполагать, что он мог питаться пищей как животного, так и растительного происхождения. Более раннее предположение, что авимим специализировался на разорении гнёзд других видов, сейчас считается маловероятным.

## История изучения
Ископаемые остатки авимима были обнаружены и описаны советским палеонтологом Сергеем Курзановым в монгольской экспедиции, в 1981 году, описаны в 1983.
Первоначально род выделен в монотипическое семейство Avimimidae, но с 2002 года систематики помещают его непосредственно в инфраотряд овирапторозавров.